# Collage (álbum)
Collage es un álbum de compilación de Ratt. Este álbum se compone de grabaciones alternativas, Lado B de sencillos y versiones de canciones de Mickey Ratt en el período prematuro de Ratt. Fue lanzado en 1997, simultáneamente con la gira de reunión de la banda debido al regreso del cantante Stephen Pearcy, de modo que habría un nuevo disco para promocionar. En 1998, la banda firma un nuevo acuerdo con la disquera Sony.
La canción "Blues Mother" apareció por primera vez como una canción de Arcade en su proyecto solista de Stephen Pearcy en 1993 en el primer disco auto-titulado, pero fue originalmente un demo de Ratt, terminando en Collage. "Steel River" es una versión alternativa de la canción de Mickey Ratt "Railbreak".

## Lista de canciones
1. "Steel River" – 4:19
2. "Dr. Rock" – 3:51
3. "Diamond Time Again" – 3:39
4. "Ratt Madness" – 2:31
5. "Hold Tight" – 4:21
6. "I Want It All" – 3:52
7. "Mother Blues" – 3:01
8. "Top Secret (Original Version)" – 4:41
9. "Take It Anyway" – 2:33
10. "Lovin' You's a Dirty Job (Fonic Mix LP Version)" – 6:31
11. "She's Got Everything" - (*Aparece solo en la edición japonesa*)